# Minae Mizumura
Minae Mizumura (水村美苗 'Mizumura Minae'?) es una escritora y ensayista japonesa nacida en Tokio, Japón

## Obras publicadas en castellano
- Una novela real Adriana Hidalgo, Buenos Aires, 2006. Traducción: Monica Kogiso
- La herencia de la madre Adriana Hidalgo, Buenos Aires, 2012. Traducción: Tomoko Aikawa

## Artículos en inglés
- Sitio oficial de Minae Mizumura Archivado el 29 de abril de 2014 en Wayback Machine. (en inglés)
- Minae Mizumura, Why I Write What I Write (en inglés)
- J'Lit | Authors : Minae Mizumura | Books from Japan Archivado el 25 de septiembre de 2022 en Wayback Machine. (en inglés)
- Yoko Fujimoto, Contexts and 'Con-textuality' of Minae Mizumura's Honkaku-Shosetsu (Una novela real) (en inglés)

## Artículos en Español
- Entrevista a Minae Mizumura en La Voz del Interior (en español)

- Datos: Q6862777